# Curt Lincoln
Curt Richard Lincoln (ur. 8 października 1918 w Sztokholmie, zm. 28 sierpnia 2005 w Espoo) – szwedzko-fiński kierowca wyścigowy.

## Życiorys
Urodził się 8 października 1918 w Sztokholmie jako syn Nino. Podczas II wojny światowej uczestniczył w tzw. wojnie kontynuacyjnej, początkowo jako szofer wojskowy w Mikkeli, a następnie w transporcie na Przesmyku Karelskim.
Po wojnie grał w tenisa, zostając mistrzem Finlandii i Szwecji. W latach 1947–1948 ścigał się hydroplanami. W 1949 roku zadebiutował KG Specialem w Formule 3 pod pseudonimem Erik Lindqvist, debiutując na torze Tampere Hippos. Odniósł wówczas dwa zwycięstwa w Seinäjoki. Rok później używał samochodu Effyh-JAP, wygrywając rundy w Tampere Hippos (pierwsza wygrana jako Curt Lincoln), Savonlinna, Lappeenranta i Seinäjoki. W następnych latach kontynuował uczestnictwo w Finlandii. W 1953 roku zaczął używać samochodów Cooper, początkowo T26, a później – T36, T42 i T52. W 1958 roku zajął trzecie miejsce w mistrzostwach Finlandii, a rok później zdobył tytuł. Ścigał się również w krajach socjalistycznych: na Węgrzech, w NRD oraz ZSRR. W 1962 roku rozpoczął korzystanie z Brabhamów.
W 1961 roku uzyskał obywatelstwo fińskie. Był właścicielem otwartego w 1966 roku toru Keimola. Na torze tym w roku 1967 wygrał swój ostatni wyścig Brabhamem BT21-Ford. Uczestniczył również w wyścigach na lodzie oraz wyścigach samochodów sportowych i turystycznych (Austinem-Healeyem 100, Peugeotem 203, Jaguarem C oraz D, Ferrari 250, Mercedesem 300 SL, Cooperem T49, Volvo PV544 czy Lotusem Elite).
W swojej karierze wziął udział w około 400 wyścigach, wygrywając około 200 z nich.

## Życie prywatne
Mieszkał w Espoo (Finlandia) oraz Begninis (Szwajcaria). Był żonaty z Benitą. Miał troje dzieci: syna Larsa oraz córki Ninę i Ann. Nina była żoną Jochena Rindta.